# 青空ある限り
『青空ある限り』（あおぞらあるかぎり）は、1995年4月5日に発売された、日本の歌手・須賀響子の3作目のシングル。発売元はビクターエンタテインメント。『青空ある限り』は『ヒューマングループ』のCMソングに採用された。

## 収録曲
| #  | タイトル                               | 作詞     | 作曲     |
| -- | -------------------------------------- | -------- | -------- |
| 1. | 「青空ある限り」                       | 須賀響子 | 中崎英也 |
| 2. | 「小さな足跡」(Single Mix)             | 鈴木彩子 | 鈴木彩子 |
| 3. | 「青空ある限り」(オリジナル・カラオケ) | 須賀響子 | 中崎英也 |